# Chũ (thị xã)
Chũ là một thị xã cũ thuộc tỉnh Bắc Giang, Việt Nam.

## Địa lý
Thị xã Chũ có vị trí địa lý:
- Phía đông và phía bắc giáp huyện Lục Ngạn
- Phía tây giáp huyện Lục Nam và huyện Hữu Lũng, tỉnh Lạng Sơn.
- Phía nam giáp huyện Lục Nam.

Thị xã Chũ có diện tích 251,55 km², dân số tính đến 31/12/2023 là 127.881 người, mật độ dân số đạt 508 người/km².

## Hành chính
Thị xã Chũ có 10 đơn vị hành chính cấp xã trực thuộc, bao gồm 5 phường: Chũ, Hồng Giang, Phượng Sơn, Thanh Hải, Trù Hựu và 5 xã: Kiên Lao, Kiên Thành, Mỹ An, Nam Dương, Quý Sơn.
| \| Tên \| Diện tích năm 2023 (km²) \| Dân số năm 2023 (người) \| Mật độ (người/km²) \| \| ----------- \| ------------------------ \| ----------------------- \| ------------------ \| \| Phường (5) \| \| \| \| \| Chũ \| 12,84 \| 17.059 \| 1.328 \| \| Hồng Giang \| 14,50 \| 12.056 \| 831 \| \| Phượng Sơn \| 20,65 \| 13.600 \| 658 \| \| Thanh Hải \| 17,09 \| 17.413 \| 1.018 \| \| Trù Hựu \| 12,75 \| 11.551 \| 905 \| \| Xã (5) \| \| \| \| \| Kiên Lao \| 56,86 \| 8.009 \| 140 \| \| Kiên Thành \| 28,71 \| 10.787 \| 375 \| \| Mỹ An \| 17,34 \| 7.172 \| 413 \| \| Nam Dương \| 30,06 \| 10.120 \| 336 \| \| Quý Sơn \| 40,74 \| 20.114 \| 493 \| \| Toàn thị xã \| 251,55 \| 127.881 \| 508 \| |                          |                         |                    |
| Đề án số 198/ĐA-UBND về việc sắp xếp, điều chỉnh địa giới hành chính huyện Lục Ngạn và huyện Sơn Động để thành lập thị xã Chũ, huyện Lục Ngạn và huyện Sơn Động; thành lập, sắp xếp đơn vị hành chính cấp xã thuộc thị xã Chũ và huyện Lục Ngạn |                          |                         |                    |
| Tên | Diện tích năm 2023 (km²) | Dân số năm 2023 (người) | Mật độ (người/km²) |
| Phường (5) |                          |                         |                    |
| Chũ | 12,84                    | 17.059                  | 1.328              |
| Hồng Giang | 14,50                    | 12.056                  | 831                |
| Phượng Sơn | 20,65                    | 13.600                  | 658                |
| Thanh Hải | 17,09                    | 17.413                  | 1.018              |
| Trù Hựu | 12,75                    | 11.551                  | 905                |
| Xã (5) |                          |                         |                    |
| Kiên Lao | 56,86                    | 8.009                   | 140                |
| Kiên Thành | 28,71                    | 10.787                  | 375                |
| Mỹ An | 17,34                    | 7.172                   | 413                |
| Nam Dương | 30,06                    | 10.120                  | 336                |
| Quý Sơn | 40,74                    | 20.114                  | 493                |
| Toàn thị xã | 251,55                   | 127.881                 | 508                |

## Lịch sử
Ngày 5 tháng 6 năm 2013, Bộ Xây dựng ban hành Quyết định số 567/QĐ-BXD về việc công nhận thị trấn Chũ mở rộng là đô thị loại IV.
Ngày 30 tháng 7 năm 2024, Bộ Xây dựng ban hành:
- Quyết định số 726/QĐ-BXD[2] về việc công nhận đô thị Chũ, tỉnh Bắc Giang đạt tiêu chí đô thị loại IV (đô thị Chũ có diện tích 251,55 km², khu vực nội thị có 5 đơn vị hành chính cấp xã gồm: Thị trấn Chũ và các xã: Hồng Giang, Trù Hựu, Phượng Sơn, Thanh Hải (không bao gồm thôn Khuân Rẽo); khu vực ngoại thị gồm các xã: Quý Sơn, Nam Dương, Mỹ An, Kiên Lao và Kiên Thành).[6]
- Quyết định số 727/QĐ-BXD[7] về việc công nhận khu vực các xã của huyện Lục Ngạn dự kiến thành lập phường thuộc thị xã Chũ (dự kiến thành lập) đạt tiêu chuẩn trình độ phát triển cơ sở hạ tầng đô thị áp dụng đối với phường của đô thị loại IV, bao gồm khu vực thị trấn Chũ và khu vực các xã: Hồng Giang, Trù Hựu, Phượng Sơn, Thanh Hải (không bao gồm thôn Khuân Rẽo).

Ngày 28 tháng 9 năm 2024, Ủy ban Thường vụ Quốc hội ban hành Nghị quyết số 1191/NQ-UBTVQH15 về việc sắp xếp đơn vị hành chính cấp huyện, cấp xã của tỉnh Bắc Giang giai đoạn 2023 – 2025 (nghị quyết có hiệu lực từ ngày 1 tháng 1 năm 2025). Theo đó:
- Thành lập thị xã Chũ thuộc tỉnh Bắc Giang trên cơ sở tách thị trấn Chũ và 9 xã: Hồng Giang, Thanh Hải (sau điều chỉnh địa giới hành chính), Kiên Thành, Kiên Lao, Trù Hựu, Quý Sơn, Phượng Sơn, Mỹ An, Nam Dương của huyện Lục Ngạn.
- Chuyển thị trấn Chũ và 4 xã: Trù Hựu, Hồng Giang, Thanh Hải, Phượng Sơn thành 5 phường có tên tương ứng.

Sau khi thành lập, thị xã Chũ có diện tích tự nhiên 251,55 km² và quy mô dân số 127.881 người; có 10 đơn vị hành chính cấp xã, bao gồm: 5 phường và 5 xã.

## Kinh tế
Một số sản phẩm của làng nghề trên địa bàn thị xã:
- Làng nghề làm mì gạo Thủ Dương (Nam Dương)
- Nghề nấu rượu Gai Đông (Kiên Thành)
- Nghề làm mì gạo thôn Cảnh (Nam Dương)
- Nghề thu gom, làm mì gạo Chũ (phường Chũ)
- Làng nghề sinh vật cảnh tổ dân phố Bồng (Thanh Hải)
- Nghề làm mì gạo Bến Huyện (Nam Dương)
- Nghề ong, mật ong hoa vải Nghĩa Hồ (phường Chũ)
- Nghề nấu rượu men lá Gai Tây (Kiên Thành)
- Nghề làm mì gạo thôn Cầu Meo (Nam Dương)
- Nghề trồng vải thiều rộng rãi ở nhiều xã, phường.

## Văn hóa
- Di tích Đền Khành Vân: Tổ dân phố Trần Hưng Đạo, phường Chũ.
- Đền Hả (Từ Hả): Tổ dân phố kép 2B, phường Hồng Giang.
- Di tích lịch sử Chùa Am Vãi: Thôn Biềng, xã Nam Dương.
- Hồ Khuôn Thần: xã Kiên Lao.